# Søren Kristiansen

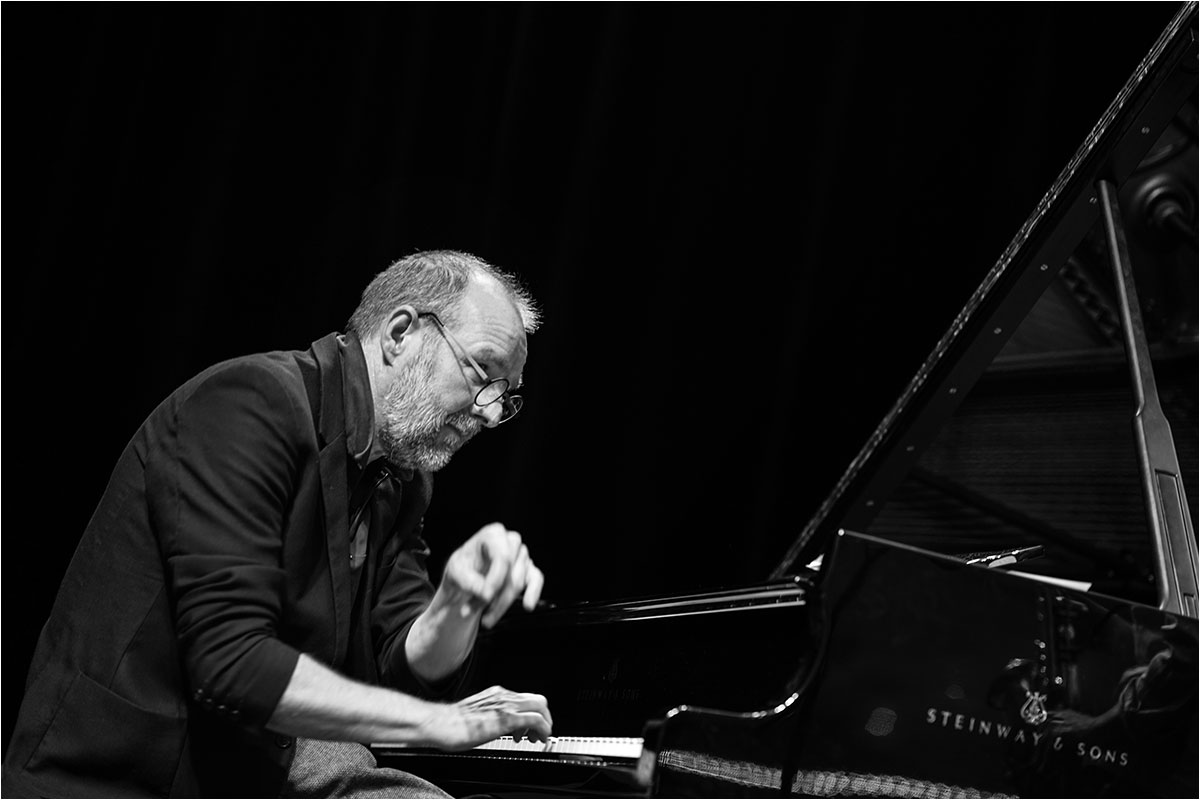
Søren Kristiansen (2018)

Søren Kristiansen (* 7. Dezember 1962 in Ærøskøbing) ist ein dänischer Jazzmusiker (Piano, Komposition).

## Wirken
Kristiansen gab sein Debüt als professioneller Jazzmusiker 1985 nach einer Ausbildung an der Kopenhagener Musikhochschule. Orientiert an Vorbildern wie Art Tatum, Oscar Peterson und Bill Evans arbeitete er seit 1986 mit führenden Vertretern des dänischen Mainstream Jazz wie dem Klarinettisten Jørgen Svare und dem Saxophonisten Jesper Thilo, mit denen es jeweils zu mehreren Alben kam. Er leitete zudem ein eigenes Trio und trat auch als Solo-Pianist auf. 
Kristiansen entwickelte sich zum begehrten Sideman in der dänischen Jazzszene und begleitete Christina von Bülow, Jeppe Smith-Olsen und Juul Jørgensen auf deren Alben. Im Laufe der Jahre tourte er auch mit amerikanischen Gastsolisten wie Harry Sweets Edison, Al Grey, Clark Terry, James Moody, Art Farmer, aber auch mit Putte Wickman und Rolf Ericsson. Außerdem hat er die Musik für den Film Springet von Henning Carlsen komponiert und aufgenommen.

## Preise und Auszeichnungen
Kristiansen erhielt 1992 den Ben Webster Prize und 1995 den Dänischen Jazzpreis. 2001 wurde seine erste Aufnahme als Leader (Very Early … Very Late) für einen dänischen Grammy nominiert. Er erhielt 2007 den Pala Bar's Jazz Prize und wurde auch 2007 für sein erstes Soloalbum With a Song in My Heart ausgezeichnet.